# Vincent van Kielcza

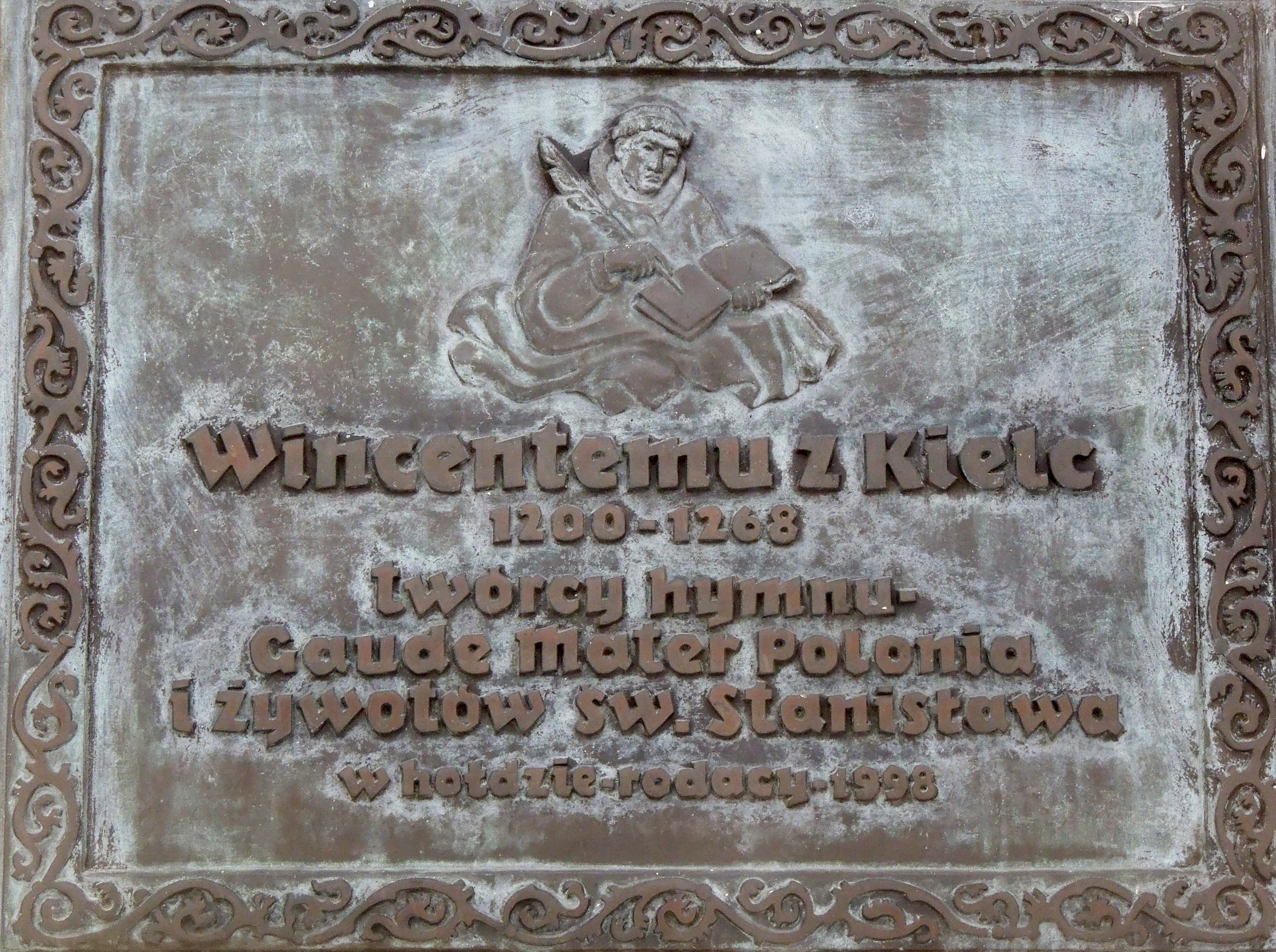
Vincent van Kielcza

Vincent van Kielcza (Pools: Wincenty z Kielczy, ca. 1200 – na 1262) was een Poolse dichter en componist en hagiograaf. Hij was regulier kanunnik in Krakau en dominicaan.
Ondanks zijn naam van Kielcza is niet zeker of hij werd geboren in Kielcza in Silezië, mogelijk was het zijn voorouderlijk dorp. Ook werd hij voorheen wel Vincent van Kielce genoemd.
Hij is vooral bekend door zijn hymne "Gaude Mater Polonia" (Verheug u Moeder Polen). Dit gedicht is een Latijnse historie van  Stanislas Szczepanowski bisschop van Krakau. Het is 750 jaar later een populair patriottisch volkslied in Polen, dat tijdens nationale feestdagen wordt gezongen.
Vincent van Kielcza schreef ook twee hagiografieën van Stanislaus van Krakau, in verband met diens heiligverklaring in 1253. Vita Minor S. Stanislai (na 1252), en een uitgebreide versie Vita Maior (vóór 1257-61).
Over het leven van Vincent is weinig bekend. In 1217 en 1222 was hij kapelaan van de bisschop van Krakau, Iwo Odrowąż (1160-1229). Van 1227 tot 1235 was hij kanunnik bij de kathedraal van Krakau. Later, waarschijnlijk vanaf 1237 was hij dominicaan behorende tot het klooster van Krakau. In dat jaar was hij lid van de delegatie die de relieken van bisschop Iwo Odrowąż van het Italiaanse Modena naar Krakau bracht. Weer later, waarschijnlijk van 1258 tot 1260 was hij prior van het dominicanenklooster te Racibórz.
- Biblioteca Nacional de España: XX827642
- Bibliothèque nationale de France: cb15586807f (data)
- Gemeinsame Normdatei: 100969631
- International Standard Name Identifier: 0000 0001 1034 8332
- Library of Congress Control Number: nr2001037966
- Nationale Bibliotheek van Tsjechië: jx20090710004
- Nationale Bibliotheek van Israël: 987007270062105171
- Nederlandse Thesaurus van Auteursnamen: 125259425
- Système universitaire de documentation: 253215110
- Virtual International Authority File: 366049
- WorldCat: E39PBJqBwQfjxYKVQFCHXrw9jC